# Roger Penske
Roger Penske (n. 20 februarie 1937, Shaker Heights⁠(d), Ohio, SUA) este un om de afaceri american, proprietar de echipe de curse auto, fost pilot de curse auto american care a evoluat în Campionatul Mondial de Formula 1 între anii 1961 și 1962.